# Kirsti Kolle Grøndahl
Kirsti Kolle Grøndahl (ur. 1 września 1943 w Oslo) – norweska polityk, minister i parlamentarzystka, w latach 1993–2001 przewodnicząca Stortingu, działaczka Partii Pracy.

## Życiorys
W 1962 zdała tzw. egzamin artium, w 1966 została absolwentką nauk przyrodniczych, a rok później uzyskała uprawnienia nauczycielskie. Do 1977 pracowała w szkolnictwie. Zaangażowała się w działalność polityczną, dołączając do Partii Pracy. W latach 1971–1977 działała w samorządzie miejscowości Røyken.
W 1977 po raz pierwszy uzyskała mandat posłanki do Stortingu. Z powodzeniem ubiegała się o reelekcję w wyborach w 1981, 1985, 1989, 1993 i 1997. Od maja 1986 do czerwca 1988 była ministrem spraw religijnych i edukacji, następnie do października 1989 zajmowała stanowisko ministra do spraw pomocy międzynarodowej. Pełniła też funkcję wiceprzewodniczącej Stortingu, a od października 1993 do września 2001 stała na czele norweskiego parlamentu. W 2001, po zakończeniu wykonywania mandatu deputowanej, objęła urząd gubernatora okręgu Buskerud, który sprawowała do 2013.